# Laura Eisenstein
Pour les articles homonymes, voir Eisenstein.
Laura Eisenstein, née Rosenthal en 1942 et morte le 14 août 1985, est une physicienne américaine, professeur au département de physique de l'université de l'Illinois. Elle est connue pour ses contributions à la compréhension des mécanismes de transduction de l'énergie lumineuse dans les molécules biologiques et leurs assemblages d'ordre supérieur. Ses études ont démontré que des phénomènes tels que la tunnelisation mécanique quantique peuvent être étudiés avec succès même dans des systèmes de matière molle comme les protéines.

## Jeunesse et formation
Laura Beatrice Rosenthal naît à New York en 1942. Elle obtient son Bachelor en physique du Barnard College en 1963 et son Master de l'université Columbia en 1964, puis son doctorat de l'université Harvard en 1969.

## Carrière
Après avoir obtenu son diplôme, Eisenstein rejoint la faculté du Département de physique de l'université de l'Illinois, où elle est membre du groupe de physique des hautes énergies. En 1971, elle devient assistant de recherche et en 1974, associée de recherche.
Bien que son doctorat et sa carrière de chercheuse indépendante débutent dans le domaine de la physique expérimentale des hautes énergies, vers 1972, Eisenstein entame sa transition vers le domaine de la biophysique. Elle est particulièrement captivée par les opportunités associées à l'étude de la dynamique protéique et biomoléculaire et plus particulièrement de ses photocycles.
Son abandon du domaine de la physique des hautes énergies est également motivé par un conflit entre les exigences du domaine de la physique expérimentale des hautes énergies et celles d'élever ses deux enfants, Joshua, Matthew et Alissa. Elle est mariée au physicien Bob Eisenstein, également membre de la faculté de physique de l'université.
Elle a commence formellement son changement de carrière en 1973 avec une nomination d'un an en tant que boursière postdoctorale de l'OTAN à l'Institut de Biologie Physico-Chimique à Paris où elle travaillé avec Pierre Douzou. À son retour, elle entame des collaborations avec la faculté de l'université de l'Illinois en biochimie et en physique, notamment Clyde Gunsalus et Hans Frauenfelder. Grâce à ces collaborations, elle poursuivra ses études sur la dépendance à la température de la dynamique des protéines. Une extension importante de son travail dans la spectroscopie dépendante de la température des biomolécules est l'étude du mouvement des protéines et la découverte clé que la tunnelisation mécanique quantique peut être étudiée avec succès même dans des systèmes expérimentaux complexes et apparemment désordonnés comme les protéines.
Malgré son changement de domaine de recherche, Eisenstein devient membre permanent de la faculté de physique de l'université de l'Illinois en 1980. Son équipe de recherche indépendante se concentre sur l'étude des photocycles à travers deux systèmes expérimentaux, la bactériorhodopsine et la rhodopsine. Elle collabore avec des scientifiques tels que Tom Ebrey, Koiji Nakanishi ou Julian Sturtevant aux côtés de membres de l'Institut de biophysique de l'Académie hongroise des sciences.
En 1985, Eisenstein est élue membre de l'American Chemical Society par la Division de la physique biophysique pour ses « contributions à la compréhension des molécules biologiques et des assemblages moléculaires d'un point de vue physique à travers des études spectroscopiques des phénomènes transitoires ».
Eisenstein est également connue pour son engagement sur des sujets concernant les femmes dans les sciences. Elle siège au Comité de la condition des femmes de la Société Américaine de Physique pendant cinq ans, dont un an en tant que présidente de 1983 à 1984.
Elle décède le 14 août 1985 à l'âge de 41 ans. Elle est enterrée au cimetière Mount Hope.
Après sa mort, le prix Laura B. Eisenstein de l'université de l'Illinois est proposé en son honneur en collaboration avec Société Américaine de Physique pour encourager les étudiantes à poursuivre un diplôme en physique.

## Publications majeures
- Austin, Beeson, Eisenstein et Frauenfelder, « Activation Energy Spectrum in Myoglobin---a Comment », Physical Review Letters, vol. 34, no 13,‎ 31 mars 1975, p. 845 (DOI 10.1103/PhysRevLett.34.845, Bibcode 1975PhRvL..34..845A)
- Alberding, Austin, Beeson et Chan, « Tunneling in ligand binding to heme proteins », Science, vol. 192, no 4243,‎ 4 juin 1976, p. 1002–1004 (ISSN 0036-8075, PMID 1273579, DOI 10.1126/science.1273579, Bibcode 1976Sci...192.1002A)
- (en) Eisenstein, Marque, Kwok To Yue et Ebrey, « Behaviour of octopus rhodopsin and its photoproducts at very low temperatures », Nature, vol. 287, no 5781,‎ 1980, p. 461–462 (ISSN 1476-4687, PMID 7432472, DOI 10.1038/287461a0, Bibcode 1980Natur.287..461T)
- Marque et Eisenstein, « Pressure effects on the photocycle of purple membrane », Biochemistry, vol. 23, no 23,‎ 6 novembre 1984, p. 5556–5563 (ISSN 0006-2960, PMID 6509034, DOI 10.1021/bi00318a027)
- Váró et Eisenstein, « Infrared studies of water induced conformational changes in bacteriorhodopsin », European Biophysics Journal: EBJ, vol. 14, no 3,‎ 1987, p. 163–168 (ISSN 0175-7571, PMID 3830094, DOI 10.1007/bf00253841)
- Austin, Beeson, Eisenstein et Frauenfelder, « Dynamics of carbon monoxide binding by heme proteins », Science, vol. 181, no 4099,‎ 10 août 1973, p. 541–543 (ISSN 0036-8075, PMID 4721048, DOI 10.1126/science.181.4099.541, Bibcode 1973Sci...181..541A)
- (en) Eisenstein, « Molecular tunneling in heme proteins », International Journal of Quantum Chemistry, vol. 10, no S3,‎ 1976, p. 21–27 (ISSN 1097-461X, DOI 10.1002/qua.560100706)